# 尼伐地平
尼伐地平（Nilvadipine）是一种钙通道阻滞剂（CCB），用于治疗高血压，此外也有治療心绞痛和動脈硬化的效果。